# 천상의 소녀
《천상의 소녀》(Osama)는 아프가니스탄에서 제작된 세디그 바르막 감독의 2003년 드라마 영화이다. 마리나 골바하리 등이 주연으로 출연하였고 줄리 르브로쿼이 등이 제작에 참여하였다.

## 출연

### 주연
- 마리나 골바하리
- 아리프 헤라티
- 주바이다 사하르

### 조연
- 모하마드 하레프 하라티
- 모하마드 나데르 카디에
- 하미다 레파흐

## 기타
- 미술: 아크바 메쉬키니